# Feldis
Feldis (toponimo tedesco; in romancio Veulden) è una frazione di 129 abitanti del comune svizzero di Domleschg, nella regione Viamala (Canton Grigioni).

## Geografia fisica
Feldis è situato nella Domigliasca, alla destra del Reno Posteriore; il punto più elevato del territorio è la cima del Tgom'Aulta (2 085 m s.l.m.).

## Storia

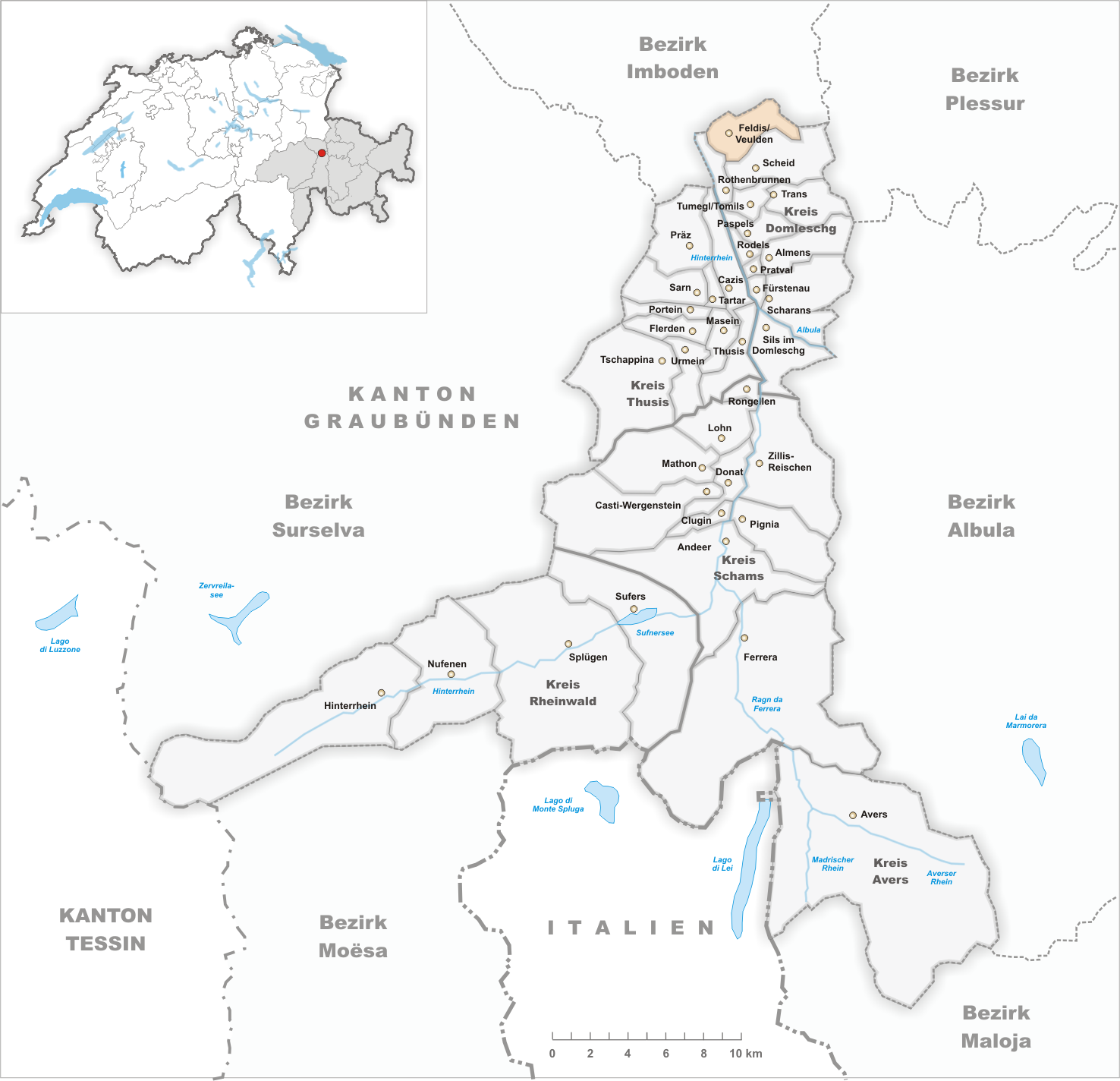
Il territorio del comune di Feldis prima degli accorpamenti comunali del 2009

Fino al 31 dicembre 2008 è stato un comune autonomo che si estendeva per 7,57 km² con il nome ufficiale di Feldis/Veulden (solo Feldis fino al 1943); il 1º gennaio 2009 è stato accorpato al comune di Tomils assieme agli altri comuni soppressi di Scheid e Trans. Il 1º gennaio 2015 Tomils è stato a sua volta accorpato agli altri comuni soppressi di Almens, Paspels, Pratval e Rodels per formare il nuovo comune di Domleschg.

## Monumenti e luoghi d'interesse
- Chiesa riformata di Sant'Ippolito, attestata dal 1400 circa[2].

## Società

### Evoluzione demografica
L'evoluzione demografica è riportata nella seguente tabella:
Abitanti censiti

### Lingue e dialetti
Già paese di lingua romancia, è stato progressivamente germanizzato; nel 2000 parlava romancio il 14% della popolazione.

## Economia

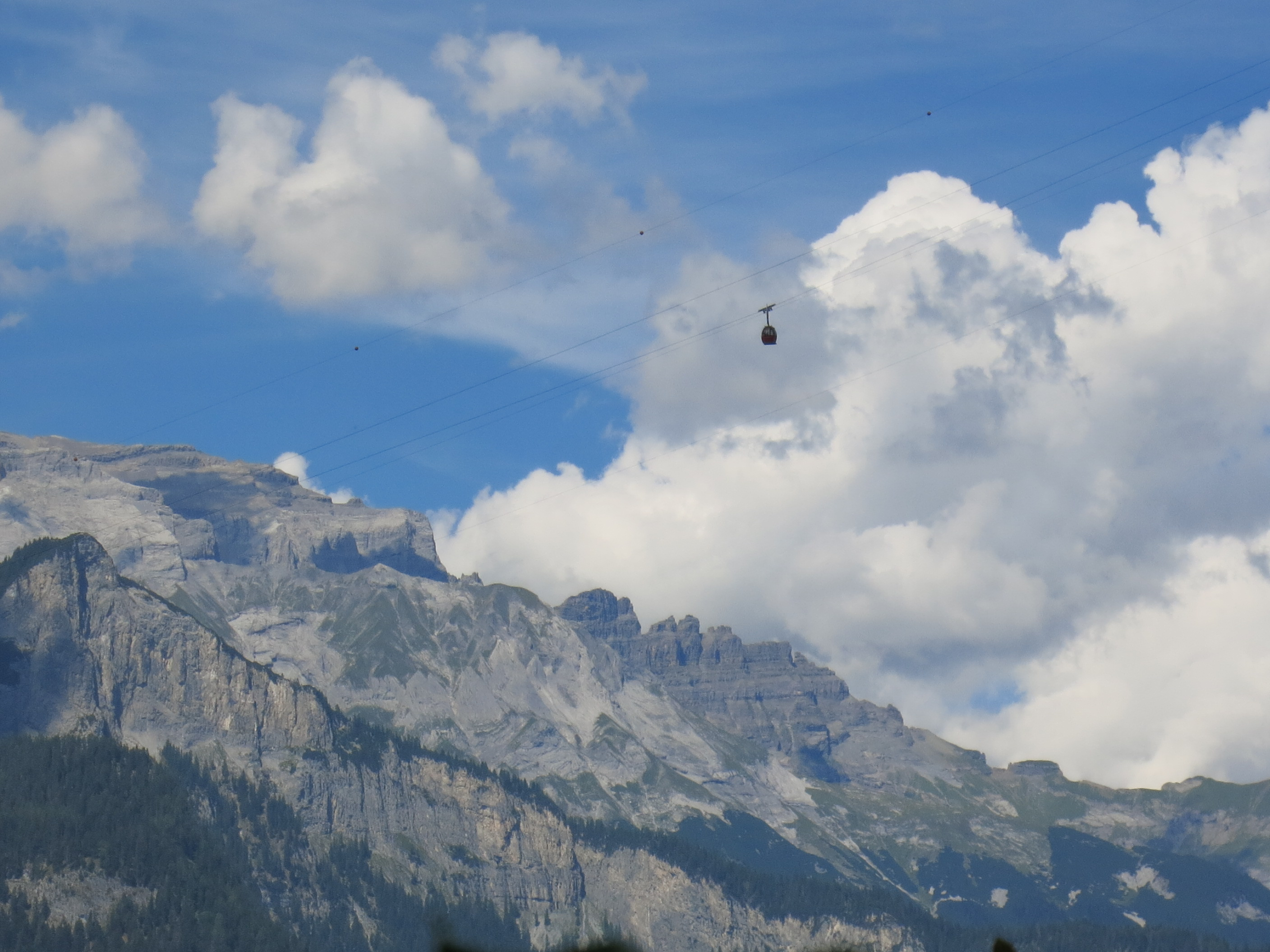
La funivia Rhäzüns-Feldis

L'economia locale trae impulso principalmente dal turismo estivo (dall'apertura della carrozzabile nel 1904) e invernale (dall'apertura della funivia Rhäzüns-Feldis nel 1958).

## Infrastrutture e trasporti
Dista 13 km dalla stazione ferroviaria di Rothenbrunnen e 11 km dall'uscita autostradale di Rothenbrunnen, sulla A13/E43; dista 29 km da Coira.